# Ioan Filip
Ioan Filip (n. 20 mai 1989, Oradea, România) este un fotbalist român liber de contract, care joacă pe post de mijlocaș. În ediția de campionat 2010-2011 devine campion cu echipa Oțelul Galați.

## Titluri
Oțelul Galați
- Liga I (1): 2010-2011[3]